# توماس دبليو. أوسبورن
توماس دبليو. أوسبورن هو محامي وسياسي أمريكي، ولد في 9 مارس 1833 في Scotch Plains, New Jersey ‏ في الولايات المتحدة، وتوفي في 18 ديسمبر 1898 في نيويورك في الولايات المتحدة. نشط حزبياً في الحزب الجمهوري.

## مناصب
- انتخب عضو مجلس الشيوخ الأمريكي [الإنجليزية]‏ عن دائرة Florida Class 3 senate seat ‏ وقد انضم خلال فترته النيابية [الإنجليزية]‏ (4 مارس 1871 – 4 مارس 1873) للكتلة البرلمانية الحزب الجمهوري.
- انتخب عضو مجلس الشيوخ الأمريكي [الإنجليزية]‏ عن دائرة Florida Class 3 senate seat ‏ وقد انضم خلال فترته النيابية [الإنجليزية]‏ (4 مارس 1869 – 4 مارس 1871) للكتلة البرلمانية الحزب الجمهوري.
- انتخب عضو مجلس الشيوخ الأمريكي [الإنجليزية]‏ عن دائرة Florida Class 3 senate seat ‏ وقد انضم خلال فترته النيابية [الإنجليزية]‏ (25 يونيو 1868 – 4 مارس 1869) للكتلة البرلمانية الحزب الجمهوري.
- انتخب عضو مجلس ولاية فلوريدا  [لغات أخرى]‏.